# Zakochanie
Zakochanie – stan związania emocjonalnego z drugą osobą. Charakteryzuje się nieustającymi myślami o tej osobie i pragnieniem przebywania z nią. W przypadku niedostępności obiektu uczuć osoba zakochana nierzadko cierpi.

## Objawy zakochania
Do typowych objawów zakochania zalicza się:
- uczucie lekkości i łaskotania w brzuchu (motylki w brzuchu), brak apetytu (spowodowane przypływami adrenaliny)
- ciągłe myślenie o obiekcie uczuć, od przebudzenia do pójścia spać
- patrzenie na świat przez pryzmat obiektu zakochania
- utrudnione logiczne myślenie
- częstsze sny związane z tą osobą
- trudności ze skupieniem się na czymś innym niż obiekt zakochania
- wyczekiwanie możliwości kontaktu z obiektem zakochania
- bezsenność

## Motyle w brzuchu
Wiele osób zakochanych przyznaje się do dziwnego uczucia, zwanego z angielskiego „motyle w brzuchu” (ang. butterflies in the stomach). Nerwowość i strach przed nieznanym podwyższają wydzielanie adrenaliny. Niższe ciśnienie krwi powoduje czasowe zablokowanie żołądka, co skutkuje niższym apetytem podczas zauroczenia, czyli na początkowym etapie zakochania.
Motyle w brzuchu są często też postrzegane jako pozytywny i nieszkodliwy objaw romantycznego zainteresowania drugą osobą. Pojawiają się szczególnie często wśród nastolatków. Dobrym sposobem radzenia sobie z nimi jest obranie wygodnej pozycji siedzącej, zrelaksowanie się i wzięcie kilku głębokich oddechów.